# Zethus gracilis
Zethus gracilis är en stekelart som beskrevs av Smith 1857. Zethus gracilis ingår i släktet Zethus och familjen Eumenidae. Inga underarter finns listade i Catalogue of Life.